# Cotyledon barbeyi
Cotyledon barbeyi är en fetbladsväxtart som beskrevs av Georg August Schweinfurth och Penzig. Cotyledon barbeyi ingår i släktet Cotyledon och familjen fetbladsväxter. Utöver nominatformen finns också underarten C. b. soutpansbergensis.

## Bildgalleri

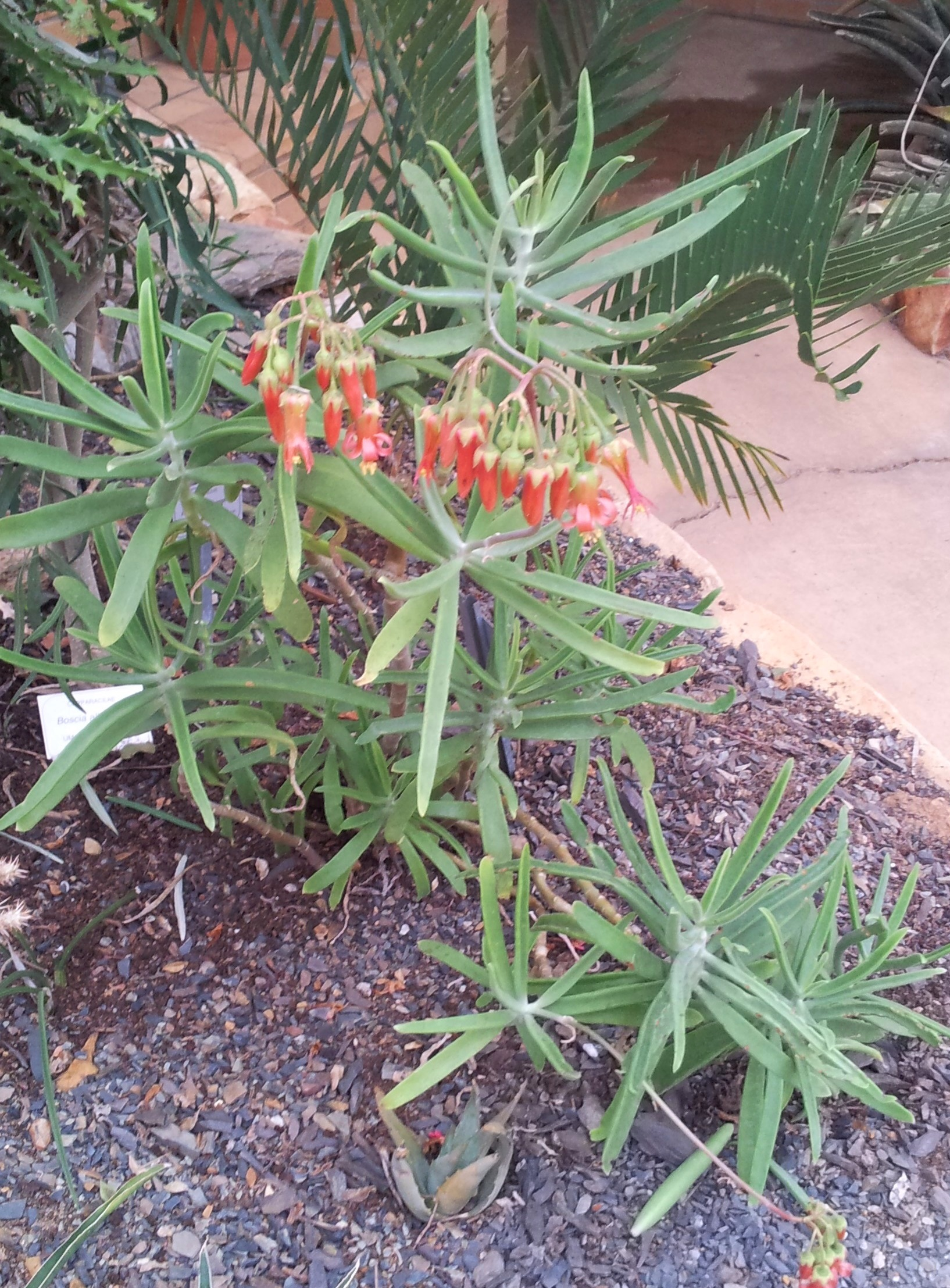
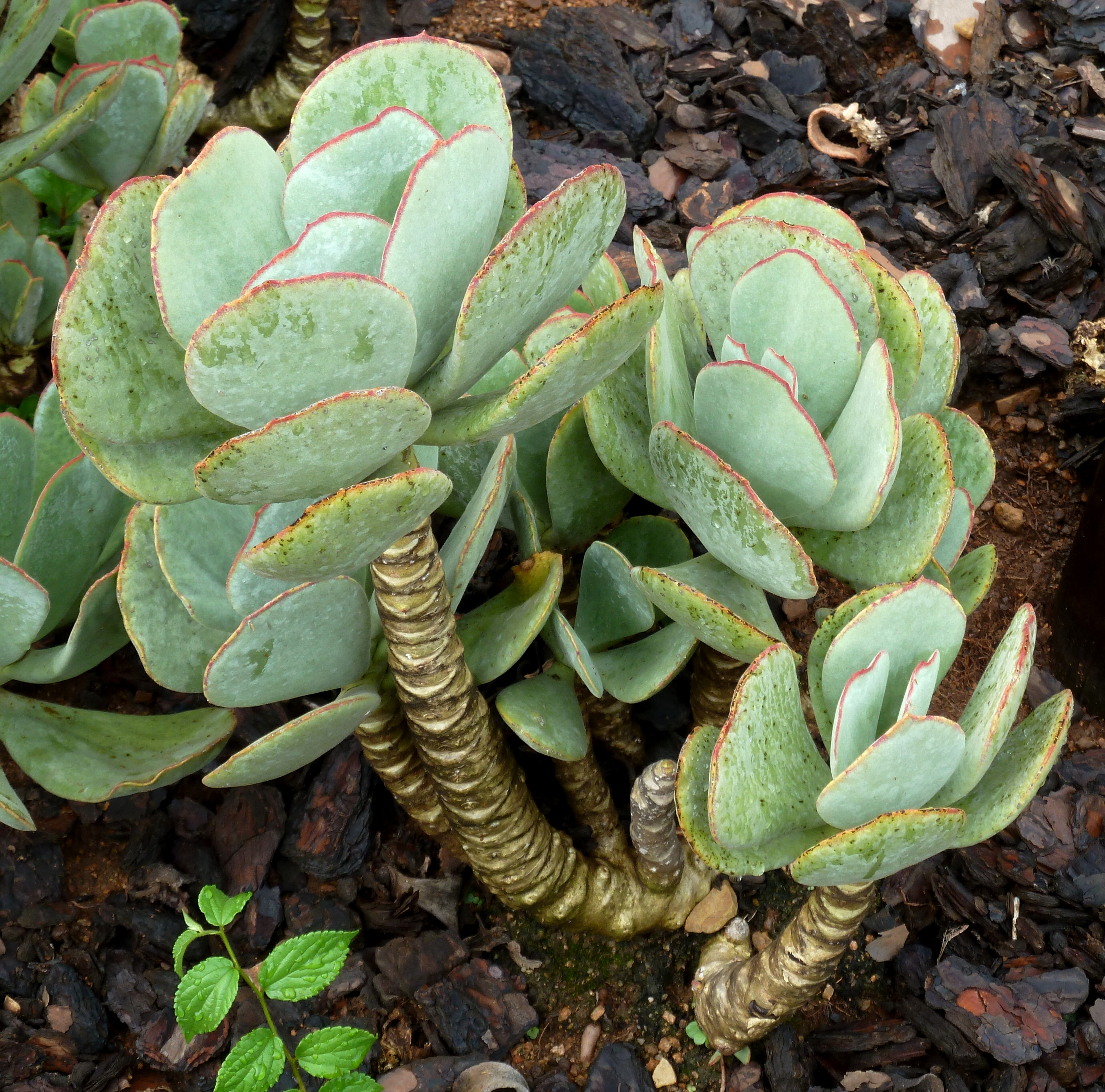